# Deuda pública en España
La deuda pública en España es el conjunto de deudas que mantiene el Estado español frente a los particulares que pueden ser españoles o de otro país. Los títulos de deuda pública existentes actualmente son las Letras del Tesoro, los Bonos del Estado y las Obligaciones del Estado, atendiendo principalmente a su plazo de amortización. La deuda pública ascendía en 2016 al 98,98% del producto interior bruto, muy lejos del 7,3%, mínimo histórico marcado el 1 de enero de 1976. A cierre de 2024, la deuda pública española era del 102,5% con respecto al PIB.

## Deuda pública española sobre el PIB
La deuda pública española, en relación con el PIB, según datos de Eurostat, alcanzó en 1996 el 67,4% del PIB, disminuyó hasta llegar a la cifra mínima en 2007 con el 36,3%, fecha del inicio de la Gran Recesión y crisis española de 2008-2013, incrementándose hasta alcanzar el 98,98% en 2016.
Evolución de la deuda pública en España en % sobre el PIB
Fuente: Banco de España y datosmacro.com
Evolución de la deuda sobre el PIB durante los últimos gobiernos de España
- 1975 - a la muerte de Francisco Franco, la deuda pública en España era del 7% del PIB.

- 1978 - 1981 -  Adolfo Suárez - Durante los primeros años de democracia en 1976 la deuda pública en España era del 7,3% del PIB, pasando al 22,2% al final del mandato.
- 1982 - 1996 -  Felipe González - En 1982 se inició el primer gobierno socialista con el 22,2% de deuda sobre el PIB terminando en el 67,4%.
- 1996 - 2000 - José María Aznar - En 1996 la cifra estaba en el 67,4% del PIB y en 2000 en el 59,4%.
- 2000 - 2004 - José María Aznar - En 2000 la cifra estaba en el 59,4% del PIB, y en 2004, en el 46,3%.
- 2004 - 2008 - José Luis Rodríguez Zapatero - En 2004 la deuda estaba en el 46,3% del PIB —llegó a su mínimo en 2007 con el 36,3%—, y en 2008, en el 40,2%.
- 2008 - 2011 - José Luis Rodríguez Zapatero - En 2008 la cifra estaba en el 40,2% del PIB y en 2011 alcanzó el 70,5% del PIB.
- 2011 - 2016 - Mariano Rajoy Brey - En 2011 estaba en el 70,5%; en 2012, en el 86%; en 2014, alcanzó el 96%; en 2015, el 99,8%, y en el tercer trimestre de 2016, el 98,98% del PIB.[6][3][7]

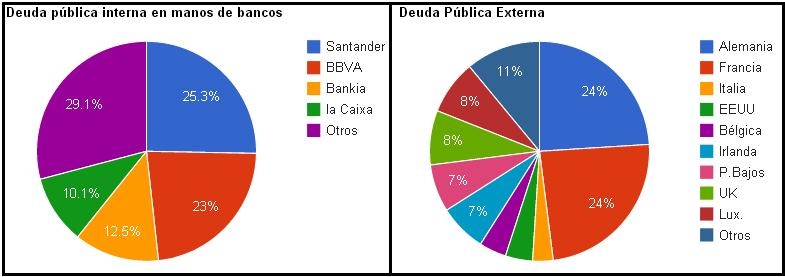
Acreedores de la deuda pública española, 2012, Plataforma Auditoría Ciudadana de la Deuda (PACD)

## Historia de la deuda pública en España

### SigloXIX
La deuda pública de España durante el siglo  XIX estuvo marcada por la herencia recibida del Antiguo Régimen y por la mala gestión llevada a cabo  en el primer tercio del siglo. Fernando VII no reconoció los empréstitos anteriores y desatendió los pagos de la deuda, mientras que los liberales aunque sí reconocieron las deudas emitidas, pero no pudieron pagar los intereses vencidos ni  amortizar la deuda. 
Las medidas de los ministros de Hacienda durante la primera mitad del siglo XIX agravaron el problema heredado de la deuda, provocando un mayor deterioro de la reputación del Estado como acreedor, impidiendo que la Hacienda Pública española pudiese financiar el déficit a bajos tipos de interés.

## Títulos de deuda pública

### Letras del Tesoro
- Emitidas en subasta mensualmente.
- Plazo de amortización: 3, 6, 9, 12 y 18 meses. (En determinadas ocasiones y por criterios de oportunidad El Tesoro Público elimina algunos de estos plazos)
- Sin retención fiscal.
- Hasta 2012 tributaban en el IRPF al tipo fijo del 19% (para los primeros 6.000 euros de renta del ahorro obtenidos por la persona física) y del 21% (para las rentas que excedan de los 6.000 euros indicados). En 2012 y 2013, tributan al 21% hasta los 6.000 €, el tramo de la base liquidable entre 6.000 € y 24.000 € tributa al 25% y el tramo que excede de 24.000 € tributa al 27%. Se pueden deducir los gastos relacionados con la tramitación, adquisición, etc.

Tienen un valor nominal mínimo de 1000 euros y se emiten al descuento de modo que el comprador (en el mercado primario) de uno de estos títulos desembolsa una cantidad inferior a dicha cifra y a su vencimiento recupera 1000 euros.

### Bonos del Estado
- Subasta habitualmente una vez al mes, pero no existe periodicidad fija.
- Plazo de amortización: 3 o 5 años.

### Obligaciones del Estado
- Subasta una vez al mes.
- Plazo de amortización: entre 10 y 30 años.

## Cláusulas de acción colectiva
Las cláusulas de acción colectiva serán aplicables a todos los instrumentos de Deuda Pública del Reino de España emitidos por primera vez en una fecha posterior al 1 de enero de 2013 y con una vida residual de más de un año. Afectarán, por tanto, a todos los nuevos Bonos y Obligaciones del Estado y a todas las notas a medio plazo. No se aplicarán a las Letras del Tesoro.